# Seznam trevírských biskupů a arcibiskupů

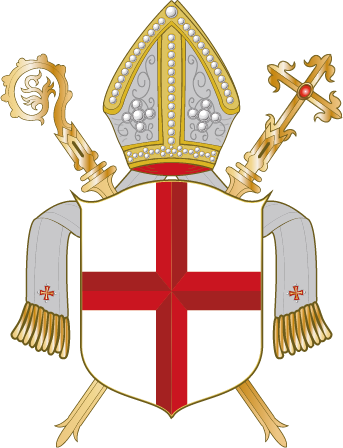
Znak trevírských biskupů a arcibiskupů-kurfiřtů

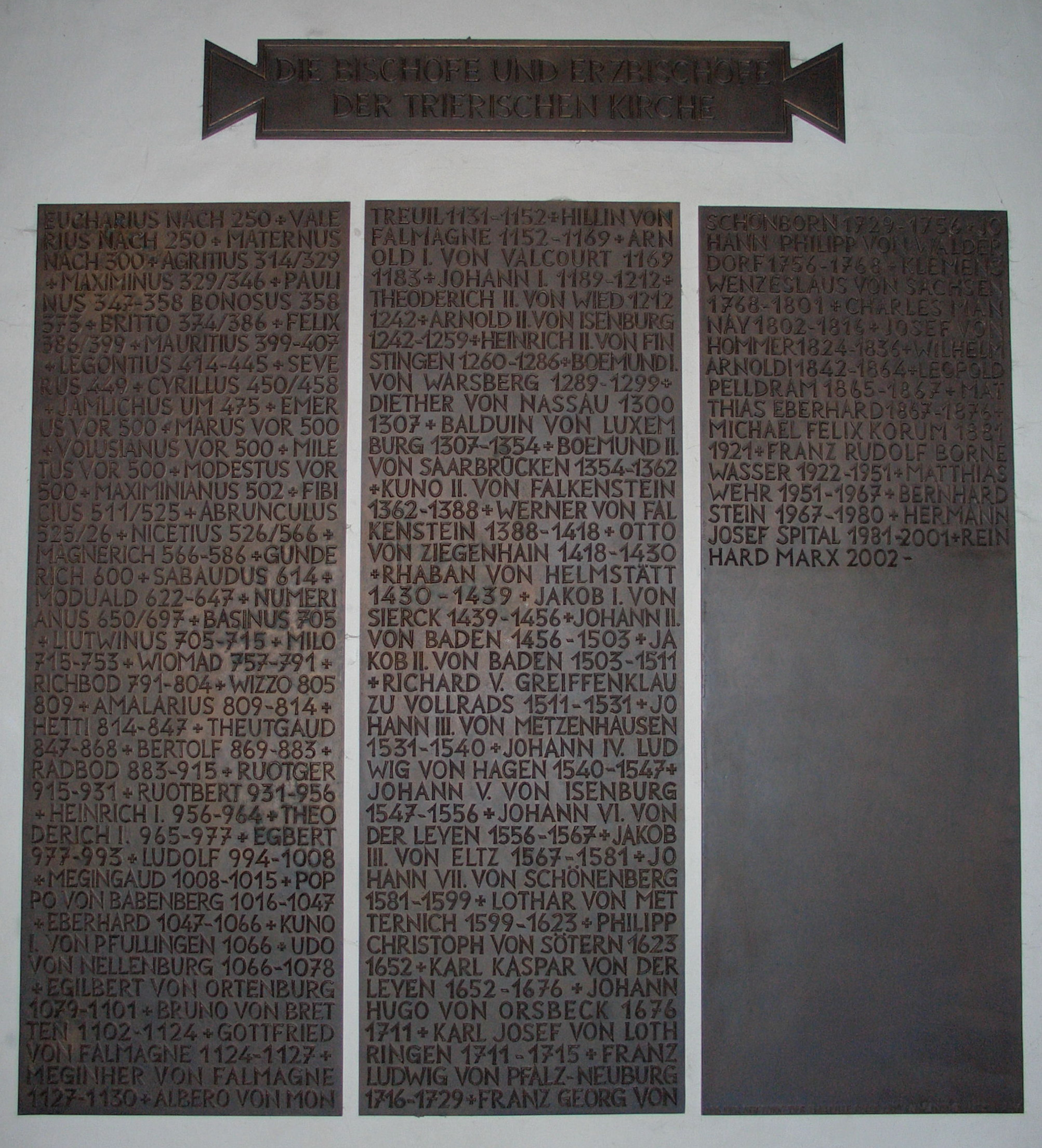
Seznam trevírských biskupů a arcibiskupů v trevírské katedrále

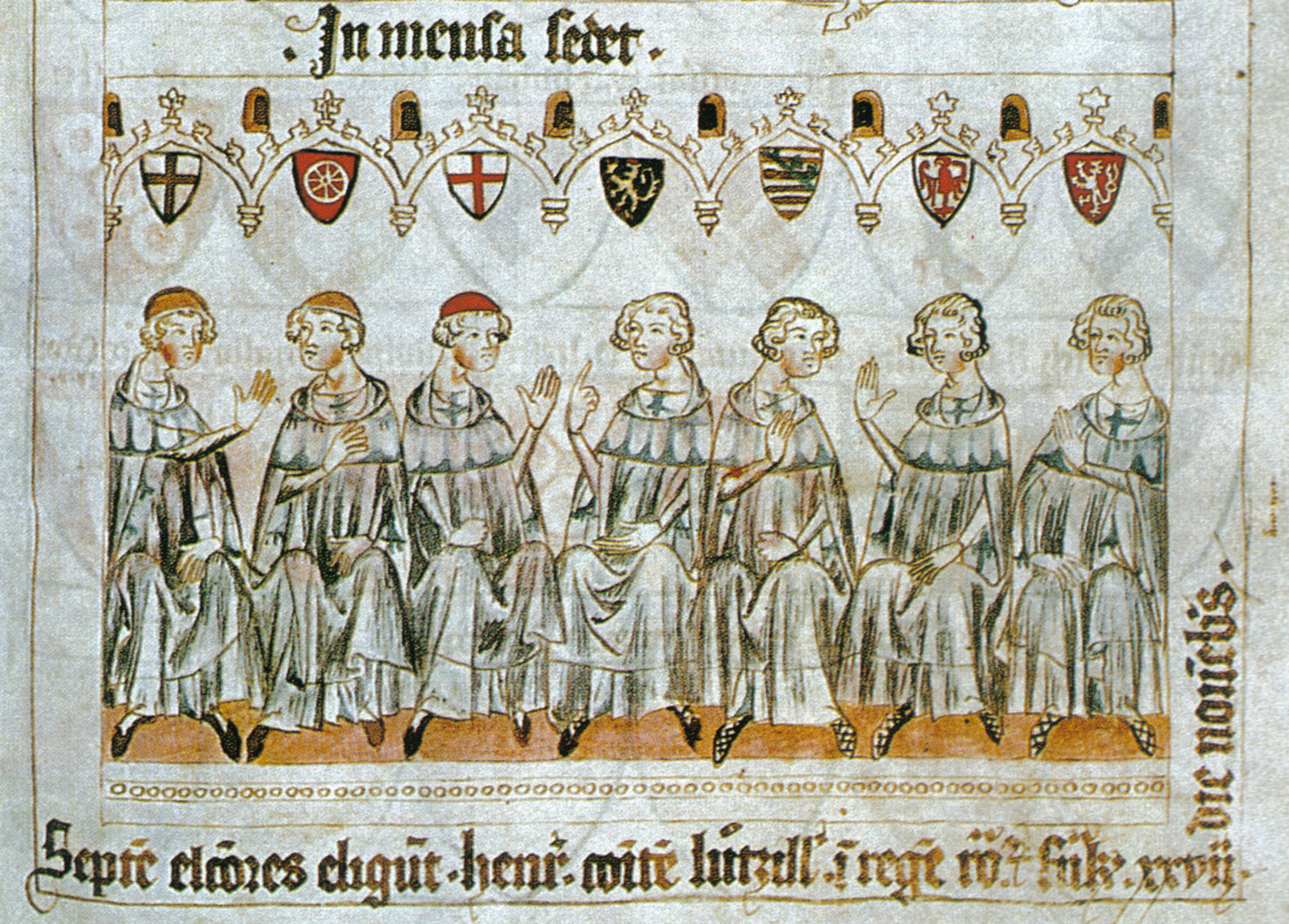
Sedm kurfiřtů volících Jindřicha VII. Lucemburského. Trevírský arcibiskup a kurfiřt Balduin Lucemburský je třetí zleva.

Tento seznam trevírských biskupů a arcibiskupů zahrnuje biskupy a arcibiskupy trevírské (arci)diecéze v Německu. 
Trevírská diecéze byla od svého založení do roku 757 biskupstvím, v letech 757-1189 arcibiskupstvím, v letech 1189-1801 arcibiskupské kurfiřtství a od roku 1802 do současnosti má opět status diecéze. 
Trevírští biskupové a arcibiskupové byli zároveň metropolitními biskupy trevírské církevní provincie a od 13. do 19. století byli zároveň jedním z kurfiřtů Svaté říše římské (Trevírské kurfiřtství, německy Kurtrier). 
Současným trevírským biskupem je Mons. Stephan Ackermann.

## Biskupové
Počet dosud prokázaných trevírských biskupů a arcibiskupů se pohybuje mezi 100 a 103 osobami.

### Před rokem 1000
- Auspicius Trevírský kolem roku 130 (nejistý)
- Eucharsius kolem roku 250
- Valerius kolem roku 250
- sv. Maternus kolem roku 300
- Agricius (Agrippinius) 327-335
- Maximinius II. 335-352
- Paulinus 353-358
- Bonosus Trevírský 359-365
- Britto Trevírský
- Felix II. 384-398
- Mauricius II. Trevírský 398-407
- Leonitius Trevírský 407-409
- Auctor II. 409-427
- Severus Trevírský 428-455
- Cyril Trevírský 455-457
- Iamblichius Trevírský 457-458
- Evemerus 458-461
- Marcus II. 461-465
- Volusianus Trevírský 465-469
- Miletius 469-476
- Modestus 476-479
- Maxmilianus Trevírský 479-499
- Fibicius 500-526
- Aprunculus 526-527
- Nicetius 527-566
- Rusticus II. 566-573
- Magnerich 573-596
- Gunderich 596-600
- Sibald 600-626
- Modoald 626-645
- Numerianus 645-665
- Hildulf 665-671
- Basinus 671-697
- Leodwinus 697-718
- Milo 718-758
- Wermad 758-791
- Richbod 791-804 (první arcibiskup)
- Waso 804-809
- Amalhar 809-814
- Hetto 814-847
- Dietgold 847-868
- Bartholf z Wetterau 869-883
- Radbod 883-915
- Rudgar 915-930
- Robert 930-956
- Jindřich I. 956-964
- Dětřich I. 965-977
- Egbert 977-993
- Ludolf 994-1008

### 1000 až 1200
- Megingod 1008-1015
- Poppo Babenberský 1016-1047
- Eberhard 1047-1066

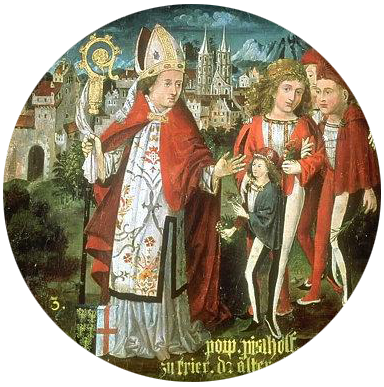
Trevírský arcibiskup Poppo Babenberský

- Kuno I. z Wetterau (Konrád) 1066-1066
- Udo z Nellenburgu 1066-1078
- Eglibert z Rothenburgu 1079-1101
- Bruno 1101-1124
- Gottfrid 1124-1127
- Meginher 1127-1130
- Albert z Montreuil 1131-1152
- Hillin z Falmagne 1152-1169
- Arnold I. z Vaucourtu 1169-1183
- Folmar z Kardenu 1183-1189
- Rudolf z Wiedu 1183-1189

## Trevírští arcibiskupové-kurfiřti

### 1200 až 1500
- Jan I. 1189-1212
- Theodoric II. 1212-1242
- Arnold II. z Isenburgu 1242-1259

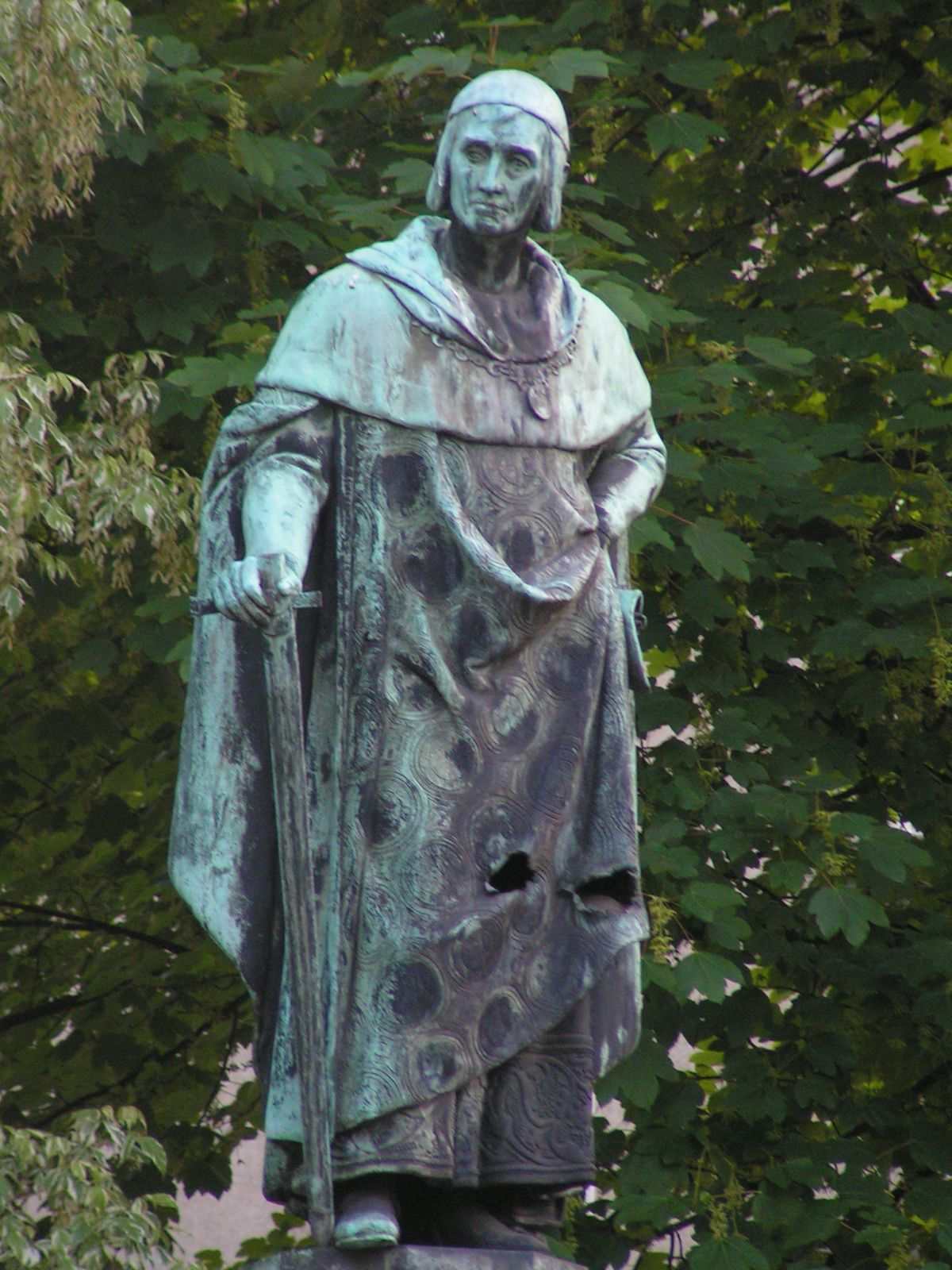
Socha trevírského arcibiskupa Balduina Lucemburského v Trevíru

- Jindřich I. z Finstingenu 1260-1286
- Bohemund I. z Warnesberku 1286-1299
- Diether Nasavský 1300-1307
- Jindřich II. z Virneburgu 1300-1306 (v opozici)
- Balduin Lucemburský 1307-1354
- Bohemond II. z Saarbrückenu 1354-1361
- Kuno II. z Falkensteinu 1362-1388
- Werner z Falkensteinu 1388-1418
- Otto z Ziegenheinu 1418-1430
- Rhaban z Helmstadtu 1430-1438
- Jakub ze Siercku 1439-1456
- Jan II. Bádenský 1456-1502

### 1500 až 1800
- Jakub Bádenský 1503-1511
- Richard von Greiffenclau zu Vollrads 1511-1531
- Jan z Metzenhausenu 1531-1540
- Jan Ludvík z Hagenu 1540-1547
- Jan z Isenburgu 1547-1556
- Jan von der Leyen 1556-1567
- Jakub z Eltze 1567-1581
- Jan ze Schönenbergu 1581-1599
- Lothar z Metternichu 1599-1623
- Filip Kryštof ze Söternu 1623-1652
- Karel Kašpar von Leyen-Hohengeroldseck 1652-1676
- Jan Hugo z Orsbecku 1676-1711
- Karel Josef Ignác Lotrinský 1710-1715
- František Ludvík Neuburský 1716-1729
- František Jiří ze Schönbornu 1729-1756
- Jan Filip z Waldendorffu 1756-1768
- Klement Václav Saský 1768-1801

## Trevírští biskupové

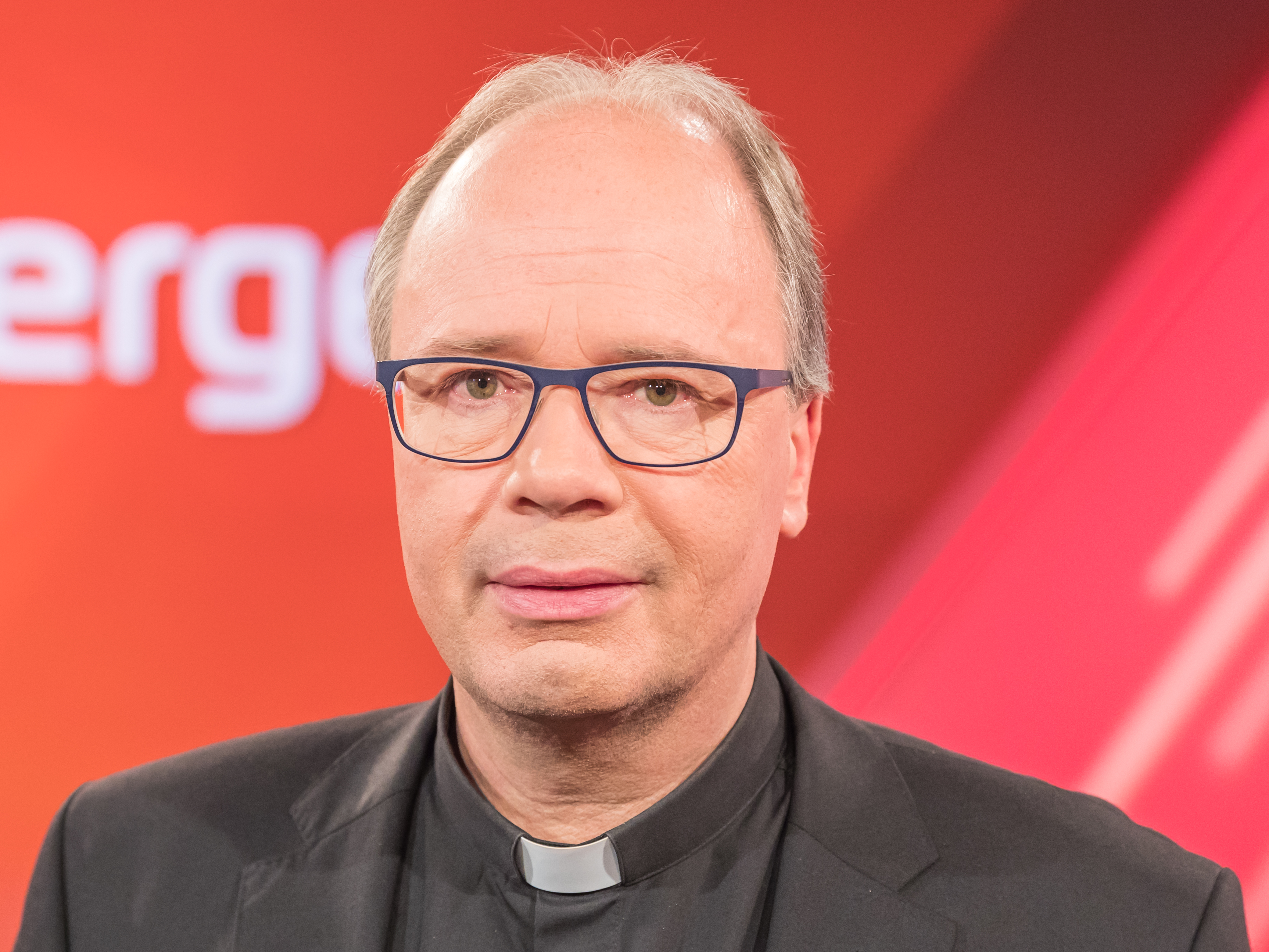
Současný trevírský biskup Stephan Ackermann

### Po roce 1800
- Karel Mannay 1802-1816
- Josef von Hommer 1824-1836
- Wilhelm Arnoldi 1842-1864
- Leopold Pelldram 1864-1867
- Matthias Eberhard 1867-1876
- Michael Felix Korum 1881-1921
- Franz Rudolf Bornewasser 1922-1951
- Matthias Wehr 1951-1966
- Bernard Stein 1967-1980
- Hermann Joseph Spital 1981-2001
- Reinhard Marx 2001-2007
- Stephan Ackermann 2009-